# An-Nászir Faradzs egyiptomi szultán

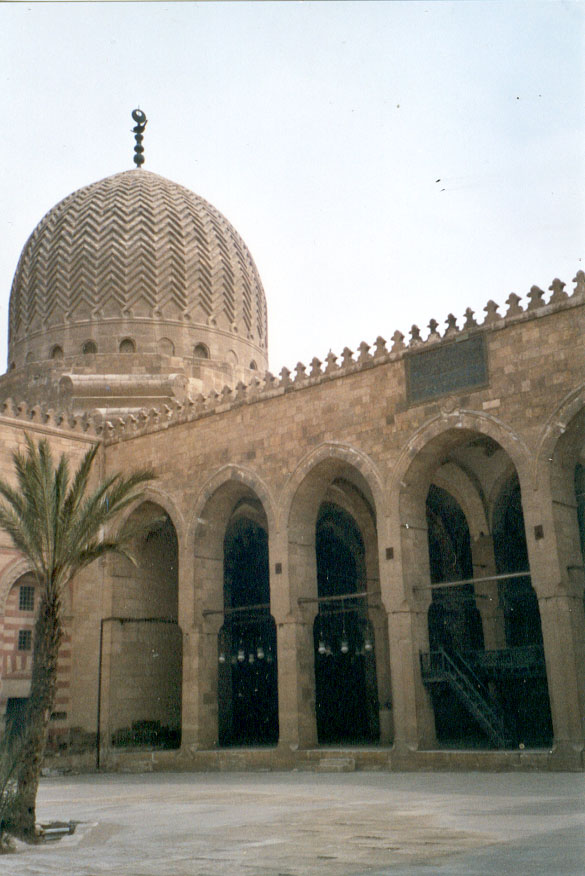
An-Nászir Faradzs mauzóleuma Kairóban

An-Nászir Faradzs, trónra lépése előtt Zajn ad-Dín Abu sz-Szaádát Faradzs ibn az-Záhir Barkúk (1389 k. – 1412. május 23. k.) az-Záhir Barkúk fia, az egyiptomi cserkesz (pontatlan, de elterjedt elnevezéssel burdzsi) mamlúkok második szultánja volt (uralkodott először 1399 júniusától 1405. szeptember 20-ig, majd 1405. november 28-tól haláláig). Teljes titulusa al-Malik an-Nászir („a győzedelmes király”). Kiskorú volt, amikor trónra került, és uralkodása első felében állandó hatalmi harcok dúltak körülötte; ennek keretében vesztette el rövid időre a trónját. Utolsó éveiben állandó lázongással kellett szembenéznie, ami végül a bukásával és halálával végződött.

## A gyermekszultán
Az utolsó türk (bahri) mamlúk szultánt megbuktató Barkúk 1399 júniusában, a halálát megelőző napon az előkelőségekkel, főtisztviselőkkel, vallás- és jogtudósokkal és al-Mutavakkil kalifával hűségnyilatkozatot adatott ki három fia, Faradzs, Abd al-Azíz és Ibráhím egymást követő öröklésével kapcsolatban. A tízesztendős, görög anyától származó Faradzs számára a saját udvarához tartozó Ajtimis al-Badzsaszi atabéget és Tagribirdi al-Basbugávit nevezte ki régensnek. (Utóbbi Ibn Tagríbirdi, a történetíró édesapja volt.) Az Ajtimis vezette türk és a szultán nevelője, Jasbak as-Saabáni irányításával működő cserkesz párt között azonnal ellenségeskedés robbant ki. Ajtimis rövidesen Damaszkuszba, az őt támogató helytartóhoz, Tanamhoz menekült, és 1399 novemberében Jasbak as-Saabáni vette át a hatalmat, ekkor egyúttal nagykorúnak nyilvánítva a szultánt. A szultáni sereg 1400 márciusában Gázánál és Damaszkusznál legyőzte Ajtimist, akit kivégeztek. Jasbak befolyása egy időre konszolidálódott, de a pártharcok korántsem értek véget.

## Timur támadása
A zűrzavart kihasználva a dinamikusan terjeszkedő Oszmán Birodalom vezetője, a nikápolyi csatát követően kalifa által is szultánnak elismert I. Bajazid (Bájazíd) elragadta a Mamlúk Birodalomtól a Barkúk idején már lázongó Malatyát. Ennek köszönhető, hogy amikor Villám Bajazid szövetséget ajánlott a Faradzsot irányító mamlúkoknak Timur Lenk várható támadása ellen, azok visszautasították. Timur 1400 őszén érkezett Kelet-Anatólia területére, ahonnan Szíria ellen indult. A hatalmi harcokkal elfoglalt emírek nem szenteltek elég figyelmet a keleti fenyegetésnek, így októberben elesett Aleppó, és a keleti támadók Damaszkusz felé kezdtek vonulni. Egyiptomban csak ekkor kaptak észbe, és november 26-án indították meg a sereget Kairóból, melyhez szokás szerint a kiskorú szultán is csatlakozott. A mamlúk erők bevonultak Damaszkuszba, ám rövidesen megfutamodtak, amikor Timur hadai ostromolni kezdték a várost. A szultánság szerencséjére az ellenséges uralkodónak nem állt szándékában Egyiptomot elfoglalni, mivel legfőbb ellenségének Bajazidot tekintette – ennek köszönhető, hogy miután 1401 márciusában bevette a szír térség legnagyobb városát, továbbment Kis-Ázsia felé, ahol az 1402-es ankarai csatában évtizedekre szétzúzta az Oszmán Birodalomat, majd rövidesen meghalt. A mamlúk adminisztrációt gyorsan sikerült visszaállítani a komoly pusztítást elszenvedett tartományban.

## Önállósodás
Faradzs szultán rövidesen megpróbált kiszabadulni a davádári címet viselő Jasbak felügyelete alól, ezért 1404 augusztusában egy rivális mamlúkfrakciót biztosított a támogatásáról. Ez megtámadta és elűzte Jasbakot és híveit, akik Szíriában kerestek menedéket. Damaszkusz kormányzója, Sajh al-Mahmúdi szívesen látta őket, és rövidesen csatlakozott hozzájuk egy másik megbuktatott régens, Dzsakam is, aki Aleppót szerezte meg. A Jasbak, Sajh és Dzsakam alkotta triumvirátus 1405 májusában Kairóra tört, ám a fellegvárnál vívott csatában híveik nagy része átpártolt Faradzs oldalára, és ők kénytelenek voltak elmenekülni. Damaszkusz új kormányzót kapott a Barkúkhoz kötődő Naurúz al-Háfizi személyében. A fővárosban rejtőző Jasbakot és a szultánt ez utóbbi egyik rokona, bizonyos Bajbarsz békítette össze. Faradzs megkezdte az államkincstár reformját, és legfőbb tanácsadójául Ibráhím ibn Gurábot, Barkúk hajdani kincstári felügyelőjét nevezte ki.

## Közjáték a trónon
Miután Jasbak visszatért az udvarba, Faradzs nem érezte magát biztonságban. Egy átrészegeskedett éjszakán ez az érzés olyannyira elhatalmasodott rajta, hogy 1405. szeptember 20-án elmenekült a palotából, és Kairóban keresett menedéket. Másnap az előkelőségek kimondták trónfosztását, és kiskorú öccsét, al-Manszúr Abd al-Azízt tették trónra a már említett Bajbarsz atabég bábjaként. Az udvarban ezt követően Jasbak és Ibn Guráb azon munkálkodott, hogy előkészítsék Faradzs visszatérését, aki november 28-án előbújt rejtekhelyéről, és támogatói élén bevonult a fellegvárba. Bajbarsz és támogatói elmenekültek, de elfogták őket, és a szultán két öccsével, Abd al-Azízzal és Ibráhímmal együtt Alexandriába küldték őket, ahol ez utóbbiak rövidesen rejtélyes módon elhunytak. Érdemeiért az uralkodó az eredetileg tudósnak (álim) képzett Ibn Gurábot afféle tiszteletbeli mamlúkká tette azáltal, hogy magas rangú emíri hivatalt és a szultáni tanács irányítását bízta rá, híve azonban hónapokon belül meghalt.

## Szíriai harcok
Egyiptomban némileg megszilárdult Faradzs helyzete, de Szíria továbbra is veszélyes maradt. Dzsakam 1407. március 21-én magát Aleppó szultánjává nyilvánította al-Ádil néven, és szerte Szíriában elismerték – kivéve hajdani szövetségesét, Sajhot, aki Szafadba vonult vissza. A felbátorodott Dzsakam még Egyiptomban is agitált Faradzs ellen, az adófizetés megtagadására biztatva a parasztságot. Sikerei azonban rövid életűek voltak, ugyanis amikor Mezopotámia felé indult, hogy keleti határait megerősítse, már április 25-én elesett egy ámidi összecsapásban.
A szultán 1406–1412 között öt alkalommal vezetett hadjáratot engedetlen alattvalói ellen. 1407-ben Jasbakot és Sajhot egyaránt letartóztatták, de megszöktek, és bevették Damaszkuszt, míg a szultán hazafelé tartott. A küzdelmekben Naurúz is részt vett, akit 1407-ben ismét Damaszkusz helytartójává neveztek ki. Még 1407 szeptemberében legyőzte két riválisát Baalbeknél, ahol Jasbak is elesett. Az elmenekült Sajh és Naurúz 1410-re szövetkezett egymással, és 1411 januárjában, míg Faradzs Szíriában hadakozott, egészen Kairóig törtek előre. A fővárosnál azonban vereséget szenvedtek a szultánhoz lojális csapatoktól, és kénytelenek voltak visszamenekülni. Ekkor a jordániai al-Karakban békét kötöttek Faraddzsal, de már a következő évben megint fellázadtak az önálló kíséret kiépítésére törekvő uralkodóval szembeszálló záhirijja, azaz Barkúk hajdani mamlúkjai élén.
Miután a rá addig mérséklő hatással levő apósa, az 1411 márciusától Damaszkuszt kormányzó Tangríbirdi emír 1412 tavaszán elhunyt, Faradzs megkezdte a rebellis mamlúkok megbüntetését, és hadba is vonult – a szokás szerint a kalifa, al-Musztaín társaságában. Meg is támadta a lázadókat, de vereséget szenvedett, és a kalifa is fogságba esett. Faradzs szultán Damaszkuszban keresett menedéket, mire ellenfelei al-Musztaínt léptették fel ellenszultánnak. An-Nászir Faradzs május 23-án adta meg magát, mire egy korábbi egyezményt felrúgva bíróság elé állították, és halálra ítélték. Barkúk dinasztiaalapítási törekvése ezzel kudarcot vallott. Faradzs közvetlen utóda al-Musztaín volt – a történelemben példátlan módon a kalifai és szultáni hatalom egy kézben egyesült egy ideig, igaz, tartalom nélkül. Őt végül Faradzs korábbi ellenfele, Sajh váltotta fel a szultánság élén.